# 尹明燦
尹明燦（1949年—），朝鮮足球運動員，後來因政治迫害而逃到南韓。現時，他是一名的士司機。

## 經歷
尹明燦出生於北韓首都平壤，隨後，成為一名足球員，並師任後衛。1969年，由於表現出眾，他入選北韓國家隊，並且為球隊的主力球員。1990年，他晉升為國家隊教練。1993年，他所帶領的北韓隊在世界杯外圍賽中以0-3不敵南韓。由於南韓是平壤政府眼中的敵對政權，因此，在賽敗後，尹明燦不但被免職，更為送到勞改營一年。
1999年，已經獲釋的尹明燦逃亡到南韓。其後，他擔當K聯賽的管理層，又在2000年的聯賽明星賽中出任開球嘉賓。現時，尹明燦已離開管理層崗位，並改行從事做的士司機。

## 資料來源
1. 1 2 3 4  . 《Record China》. 2010-08-11 （日语）.
2. ↑  【ワイドショー通信簿】強制労働か車・年金か　北朝鮮、サッカーW杯切符 （页面存档备份，存于） livedoorスポーツ 2009年06月19日
3. ↑  "南北統一願う「国技」対抗戦で民族意識" 《京都新聞》